# Renata van Lotharingen

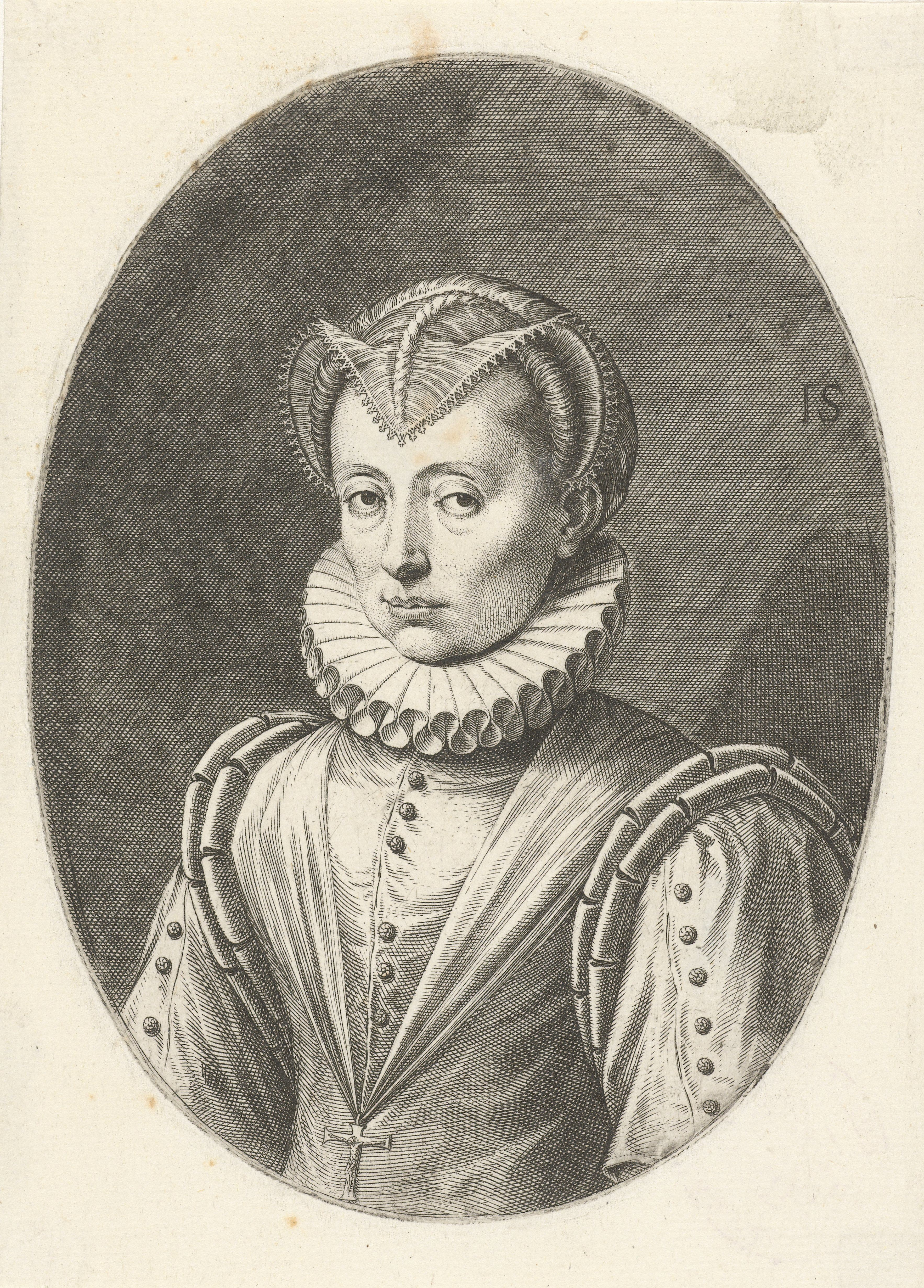
Renata van Lotharingen.

Renata van Lotharingen (Nancy, 20 april 1544 — München, 22 mei 1602) was van 1579 tot 1597 hertogin van Beieren. Ze behoorde tot het huis Lotharingen.

## Levensloop
Renata was de oudste dochter van hertog Frans I van Lotharingen en Christina van Denemarken.
Nadat huwelijksplannen met Willem van Oranje en koning Erik XIV van Zweden mislukt waren, huwde ze op 22 februari 1568 met haar neef, erfprins Willem van Beieren (1548-1626). Na het huwelijk leidde het echtpaar een leven van liefdadigheid en nederigheid. Ze verlieten hun residentie in München en vestigden zich in het jezuïtische collegegebouw nabij München. Ook bekommerde ze zich om de zorg voor zieken, armen en pelgrims. Nadat haar echtgenoot in 1579 onder de naam Willem V hertog van Beieren was geworden, spendeerde Renata veel tijd in het Sint-Elisabethhospitaal van München.
In 1597 abdiceerde Willem als hertog van Beieren ten voordele van zijn zoon Maximiliaan I. Vijf jaar later, in mei 1602, stierf ze op 57-jarige leeftijd, waarna Renata werd bijgezet in de Sint-Michaëlkerk van München. Haar echtgenoot overleefde haar 24 jaar en stierf in 1626. Renate werd door haar volk vereerd als heilige, maar werd nooit officieel heilig verklaard. 

## Nakomelingen
Renata en Willem V kregen tien kinderen:
- Christoffel (1570-1570)
- Christina (1571-1580)
- Maximiliaan I van Beieren (1573-1651), hertog en keurvorst van Beieren
- Maria Anna (1574-1616), huwde in 1600 met keizer Ferdinand II van het Heilige Roomse Rijk
- Filips Willem (1576-1598), kardinaal en prins-bisschop van Regensburg
- Ferdinand (1577-1650), aartsbisschop van Keulen, prins-bisschop van Luik, Münster, Hildesheim en Paderborn
- Eleonora Magdalena (1578-1579)
- Karel (1580-1587)
- Albrecht VI (1584-1666), landgraaf van Leuchtenberg
- Magdalena (1587-1628), huwde in 1613 met vorst Wolfgang Willem van Palts-Neuburg

- Gemeinsame Normdatei: 118836218
- International Standard Name Identifier: 0000 0003 8302 0308
- Library of Congress Control Number: n89662189
- LIBRIS: 209941
- Virtual International Authority File: 266632722
- WorldCat: E39PBJjMFhG67fY6QY9pcBvfv3